# Lija

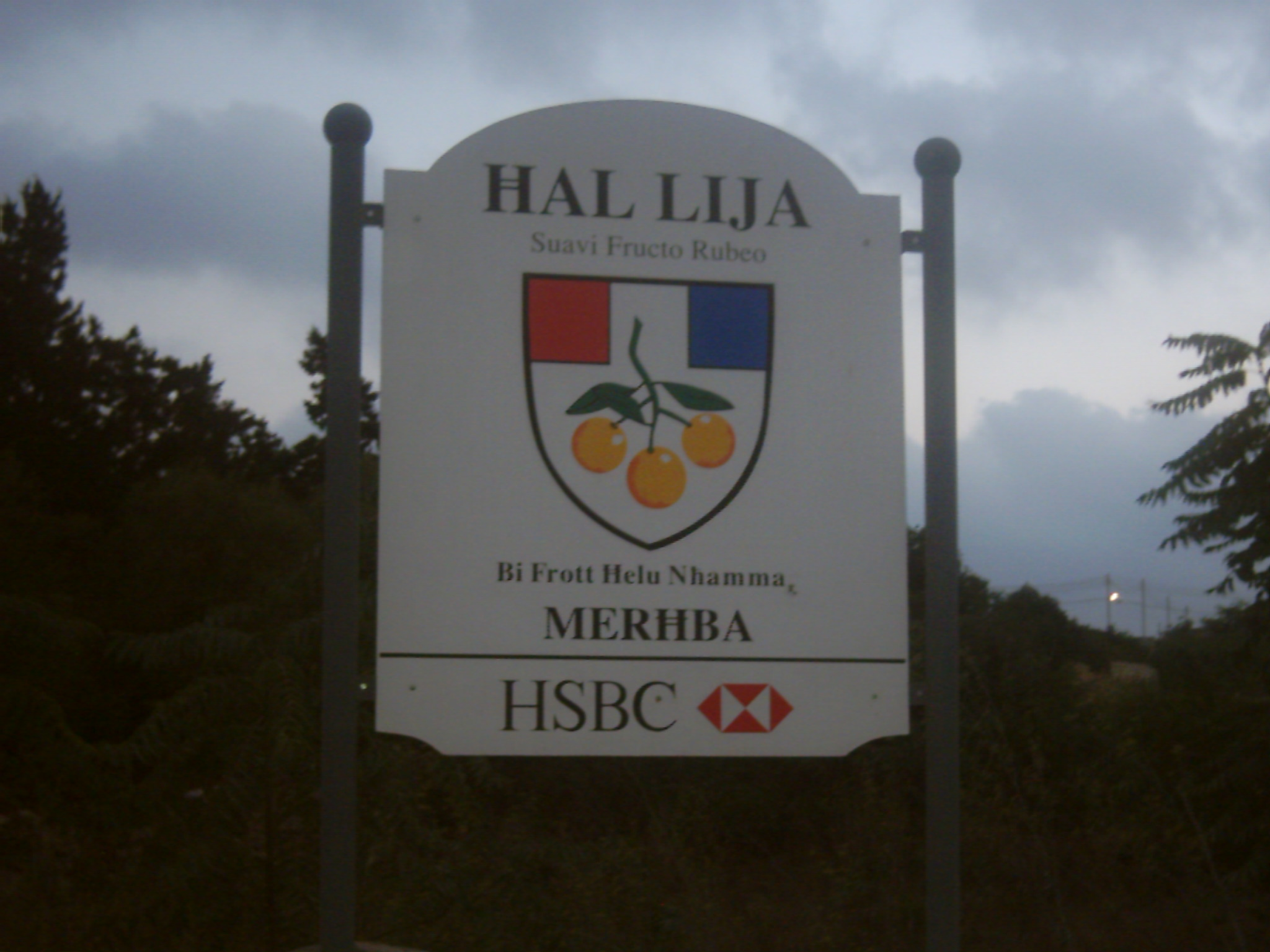
Ortseingang von Lija

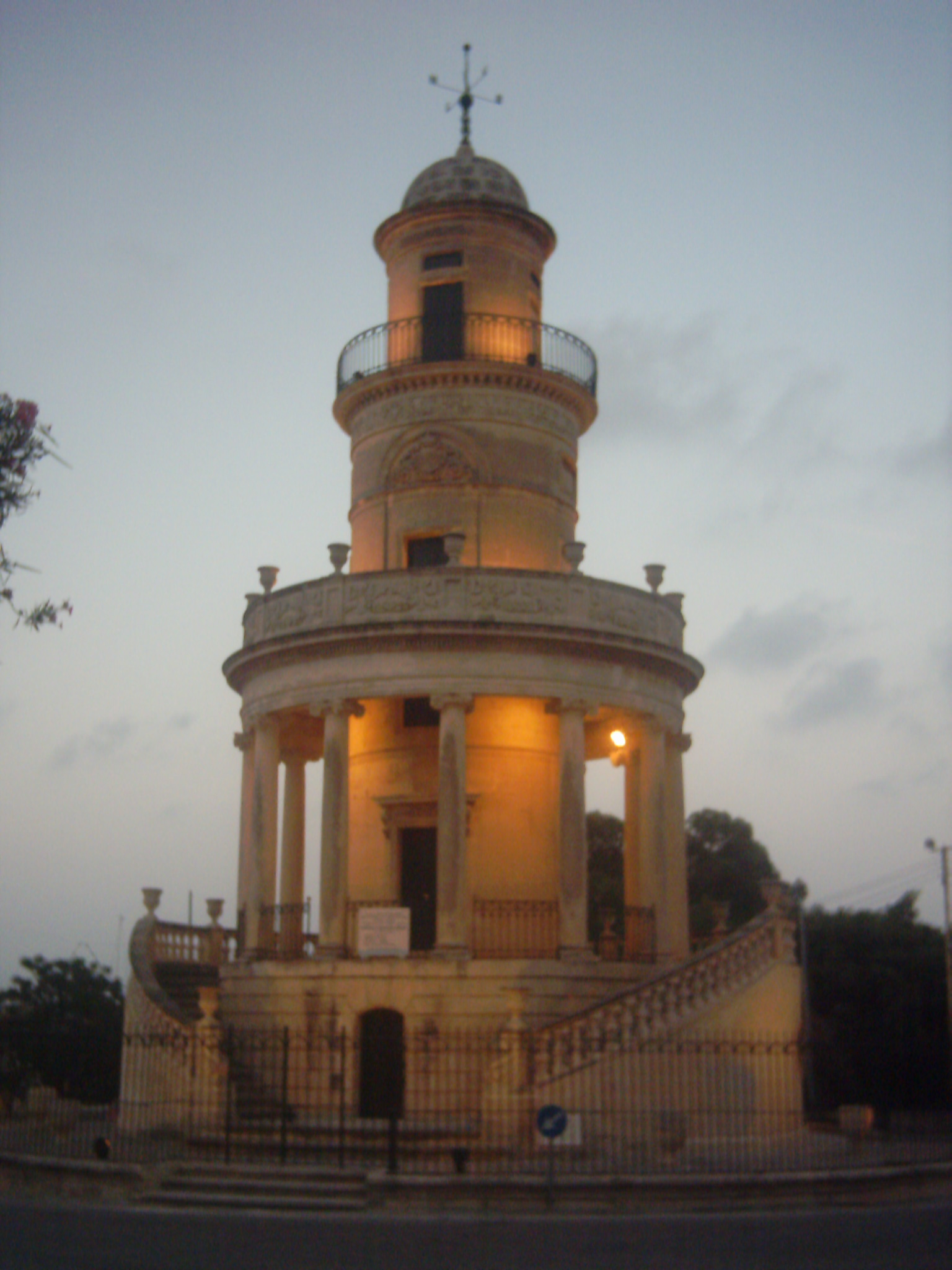
Belveder Tower

Lija ist ein Dorf westlich der Hauptstadt Maltas, Valletta. Es ist fast vollständig mit den Nachbarorten Attard und Balzan verwachsen, sie sind zusammen auch als die drei Dörfer bekannt. In Lija gibt es zahlreiche alte Villen, teilweise noch aus dem 16. Jahrhundert.
Bekannt ist Lija auch wegen der dortigen, 1994 gegründeten "University Residence". Dies ist gleichzeitig ein Wohnhaus für internationale Gaststudenten der University of Malta, aber auch eine Jugendherberge.

## Geschichte
Schon in prähistorischen Zeiten war das Gebiet von Lija besiedelt, wovon noch heute Megalithen künden. Das heutige Dorf führt sich auf das 16. Jahrhundert zurück. 1837 erhielt Ljia als eines der ersten maltesischen Dörfer eine Schule.
Einer der drei Tagungsorte, an denen die Verfassung von 1921 ausgearbeitet wurde, befindet sich im Ort. 